# 鹿児島市立武小学校
鹿児島市立武小学校（かごしましりつ たけしょうがっこう 英語: Take Elementary School）は、鹿児島県鹿児島市武一丁目にある公立小学校。1937年（昭和12年）中州小学校に併設開校。児童数は昭和35年度をピークに減少するが平成13年度を境に増加に転じ平成18年度には601人、21学級と5年間で増加した。

## 沿革
- 1936年（昭和11年） - 鹿児島市武尋常小学校建築着工
- 1937年（昭和12年） - 中州小学校に併設開校
- 1937年（昭和12年） - 本校舎一部完了のため移転開校
- 1947年（昭和22年） - 文部省令により武小学校と改称・武中学校併設
- 1956年（昭和31年） - 創立20周年記念式典
- 1963年（昭和38年） - 武中学校分離移転し二棟26教室武小に移管
- 1966年（昭和41年） - 創立30周年記念式典，校歌制定，亡師亡友の碑建立
- 1978年（昭和53年） - 屋内運動場落成記念式挙行
- 1984年（昭和59年） - 新校舎増築，体育倉庫・物品倉庫完成
- 1986年（昭和61年） - 創立50周年記念式典・校訓碑・タイヤ塔・温室等記念事業により設置
- 1989年（平成元年） - 給食室完成
- 2006年（平成18年） - 安心・安全な環境づくりのため門扉開閉監視システム設置（正門・東門）
- 2006年（平成18年） - 創立70周年記念航空写真撮影

参照：学校の沿革

## 全国紙への登場
- 2010年10月23日の朝日新聞に同校図書室の司書が登場。19年前から司書が行っている取り組みが紹介された。